# 姚誾
姚 誾（よう ぎん、生年不詳 - 757年）は、唐の役人。鄆州平陸県の人。

## 経歴
処州刺史の姚弇の子として生まれた。玄宗に仕えた名宰相の姚崇の傍系の孫。豪快で小事にこだわらなく、酒飲み遊びが大好きで、音楽を好んだ。寿安尉から城父令となり、張巡と親交があった。安史の乱に際し、張巡とともに睢陽城防御で活躍したが、捕らえられ、同時期に殺された。

## 伝記資料
- 『旧唐書』巻百八十七下 列伝第百三十七下忠義伝・下「張巡伝」
- 『新唐書』巻百九十二 列伝第百一十七忠義伝・中「張巡伝」